# CNNスチューデントニュース
CNNスチューデントニュース（シーエヌエヌスチューデントニュース、CNN Student News）は、アメリカ合衆国のニュース専門チャンネル「CNN」で制作、CNN系列のニュース専門チャンネル「HLN」で放送されている報道教養番組である。2017年1月6日から番組名がCNN10（シーエヌエヌテン）に変更された。

CNNで放送されるニュースを題材に、主に高校生の授業の補助教材として活用されることを目的とした番組である。最新の世界の時事情勢について、その基本的な知識やニュースの背景をクイズも交えながら解説するものである。
日本ではNHK BS1で平日（月-金深夜=火-土未明）3:30 - 3:40、再放送は翌日（金曜深夜分は次週月曜）15:10 - 15:20に日本語訳して放送されている。「CNN10」に番組名変更後も番組名は「CNNスチューデントニュース」のままである。
なお、6月上旬から8月上旬はアメリカ合衆国の学校が夏休み（アメリカの場合9月が新年度、8月が年度末であるが、学校の授業自体は6月初めが学期末）であるため、この期間は休止となり、この期間は別のミニ番組か、ワールドニュースに充てる。
2021年3月27日をもって、NHK BS1での放送を終了した。